# 金井理恵子
金井 理恵子（かない りえこ、1981年11月4日 - ）は、長野県上田市出身の元女子スキージャンプ選手。飯山南高校-大東文化大学卒業後北野建設所属。2009-2010シーズン終了後菅平高原スキークラブに移籍した。2010-2011シーズン限りで現役を引退した。

## 主な成績
- 2002年

名寄ピヤシリジャンプ大会:女子の部優勝
雪印杯全日本ジャンプ旭川大会:女子の部優勝
全日本学生スキー選手権大会ノルディックスキー・スペシャルジャンプ:女子ノーマルヒル優勝
- 2004年

全日本スキー選手権大会ノルディックスキー・スペシャルジャンプ:女子の部優勝
NHK杯ジャンプ大会:女子の部優勝
UHB杯サマージャンプ大会:女子の部優勝
- 2006年

UHB杯サマージャンプ大会:女子の部優勝
- 2007年

全日本スキー選手権大会ノルディックスキー・スペシャルジャンプ:女子の部優勝
- 2009年

名寄サンピラー国体記念サマージャンプ大会:女子の部優勝
- 2010年

全日本スキー選手権大会ノルディックスキー・スペシャルジャンプ:女子の部優勝